# 芳野由奈
芳野由奈（日语：／ Yoshino Yuna，7月5日—），日本女性聲優。神奈川縣出身。曾屬CLARE VOICE，现为自由身。

## 出演作品
※粗體字為主要角色。

### 電視動畫
2014年
- 四月是你的謊言（五月）

2015年
- ALDNOAH.ZERO 第2期（火星搜查員）
- 純潔的瑪利亞（ベラ）
- 在地下城尋求邂逅是否搞錯了什麼（露諾娃・法斯特）
- 食戟之靈（女學生、店員）
- 惡魔高校D×D BorN（絲格維拉·阿加雷斯）
- 亞爾斯蘭戰記（女官、 侍女）
- 你好！！黃金拼圖（女學生）
- 御神樂學園組曲（端末の声）
- 青春×機關鎗（女子）
- 出包王女DARKNESS 第2期（女子）
- 學園孤島（柚村貴依）
- 單色小姐 -The Animation- 3（觀客、阿姨、女性）
- 機動戰士GUNDAM 鐵血的孤兒 第1期（艾爾加、比露迪·他賓）
- 彗星·路西法（村人）
- 高校星歌劇（女子、柊翼〈少年〉）
- VALKYRIE DRIVE -MERMAID-（柊晶）[3]

2016年
- 重裝武器（葳絲娣）[4]
- 疾走王子Alternative（司會者、母親、女孩子）
- 命運九重奏（小孩）
- 百無禁忌！女高中生私房話（王子）[5]
- Dimension W（翔太）
- 最弱無敗神裝機龍（女學生C、女學生D、阿貝爾·阿卡迪亞〈9年前〉）
- 少女們向荒野進發（兒童、男兒A）
- Re：從零開始的異世界生活（琉加）
- 戰鬥陀螺Burst（中川圭太、[6]服部藏人）
- HUNDRED百武裝戰記（柏木美春、操作員、拉托尼）
- 小桃小栗 Love Love物語（侍應生、班上女子2）
- 機動戰士GUNDAM 鐵血的孤兒 第2期（艾爾加）

2017年
- 來自「没有荣耀的天才们」的故事（日语：栄光なき天才たち）（菜店女老闆）[7]
- 快盜天使BREAK（主審）
- 騎士&魔法（壞小孩C、矮人女孩、サム）
- 妖怪公寓的優雅日常（下級生女子A、女學生、刻耳柏洛斯、幼稚園兒、女子、住人A、神谷會長、一年级生女子A、岛津、女子社員）
- Gamers 電玩咖！（大磯新那）
- 食戟之靈 餐之皿（女性事務員）
- Just Because!（森川葉月）
- 泥鯨之子們在沙地上歌唱（キクジン、カチカ）

2018年
- citrus（男子）
- Slow Start（大谷周）
- 霸穹 封神演義（村裡的人們、白天君〈女〉）
- 牙鬥獸娘（小孩）
- 齊木楠雄的災難 第2期（牛光）
- 工作細胞（小孩癌細胞2）
- 隔壁的吸血鬼美眉（女學生B、動畫角色B、女性播報員）
- 終將成為妳（吉田愛果）
- 我讓最想被擁抱的男人給威脅了。（女性工作人員）

2019年
- Endro～！（戰士1、戰士）
- 毛球權次郎（日语：けだまのゴンじろー）（ゆうか、女(1)）
- 這個勇者明明超TUEEE卻過度謹慎（洋服店店員）
- 碧藍航線（スペンス、オーリック）
- 星合之空（女學生）
- 食戟之靈 神之皿（女孩）

2020年
- 索瑪麗與森林之神（招待魔女）
- A3！ SEASON SPRING & SUMMER（行人）
- 魔法水果籃 第2期（男孩子）
- Re：從零開始的異世界生活 2nd season（琉加）

2021年
- 無職轉生～到了異世界就拿出真本事～（小孩B）
- 86—不存在的戰區—（泰蕾莎）
- Platinum End（賈米）
- 卡片戰鬥！！先導者 overDress（從者）
- VISUAL PRISON 視覺監獄（粉絲）
- 艾梅洛閣下II世事件簿 -魔眼蒐集列車 Grace note- 特別篇（莉夏爾·歐達姆）

2022年
- 夢夢貓（小孩A）
- 境界戰機 第二部（阿貢）
- 街角魔族 2丁目（同班同學）
- 異世界歸來的舅舅（學生、村人）
- 後宮之烏（侍女）
- 呆萌酷男孩（女高中生）

2023年
- 在地下城尋求邂逅是否搞錯了什麼Ⅳ（露諾娃·法斯特）
- 和山田談場Lv999的戀愛（咖啡店店員）
- 奇異賢伴 黑色天使（ジェシカ）
- 堀與宮村 -piece-（TV播音員）
- 七魔劍支配天下（雷賽緹·英格威）
- SHY（惟子的母親）
- 我的新上司是天然呆（社員）
- 不死不運（少年）

2024年
- 異世界自殺突擊隊（女客人A）
- 為何我的世界被遺忘了？（切除器官C）

2025年
- 坂本日常（男孩）

### OVA
2015年
- 噬血狂襲 女武神的王國（侍應生、アナウンサーA）

### 動畫電影
2015年
- LoveLive! The School Idol Movie
- 心靈想要大聲呼喊。（三上）

### 網絡動畫
2015年
- 怪物彈珠（亡命兔〈姊〉、拿破崙〈第1季 第20集〉）

2016年
- 小桃小栗 Love Love物語（侍應生、班上女子2）

2017年
- 少女週末授課（魚）

### 遊戲
2020年
- 怪物彈珠（黃水晶）

## 外部連結
- 芳野由奈·Clare Voice官方網站 （页面存档备份，存于）（日語）